# Pat Moore (attore)
Pat Moore, pseudonimo di Patrick William Sheffield (Bristol, 20 ottobre 1912 – Los Angeles, 25 aprile 2004), è stato un attore britannico naturalizzato statunitense.

## Biografia
Patrick Sheffield nasce nel 1912 a Bristol, in Inghilterra e da lì giunge in Canada, dove il padre si trasferì con la famiglia per lavorare nell'industria di costruzione delle navi. Nel 1915 la famiglia si trasferisce a Santa Barbara in California e al piccolo Patrick e al fratello Michael viene offerta la possibilità di recitare come attori bambini nell'industria cinematografica. Il contratto di lavoro per i due fratelli è stipulato sotto il cognome della madre, Norah Moore, un'attrice irlandese con un passato importante al Gaiety Theatre di Dublino, la quale incoraggia i figli a seguire la carriera attoriale. 
Iniziò a recitare all'età di sei anni alla Vitagraph. Da allora sarà conosciuto come Patrick "Pat" Moore. Nel decennio 1920 fu impiegato in ruoli di supporto e apparì in numerose produzioni cinematografiche tra cui I dieci comandamenti (1923) di Cecil DeMille dove impersonava il figlio del faraone.

## Filmografia
- The Seal of Silence, regia di Thomas R. Mills (1918)
- Women's Weapons, regia di Robert G. Vignola (1918)
- The Squaw Man, regia di Cecil B. DeMille (1918)
- Fires of Faith, regia di Edward José (1919)
- A Prisoner for Life, regia di John Francis Dillon - cortometraggio (1919)
- Il ladro di perle (A Rogue's Romance), regia di James Young (1919)
- Il leone dormente (The Sleeping Lion), regia di Rupert Julian (1919)
- Sahara, regia di Arthur Rosson (1919)
- L'eterno triangolo (His Divorced Wife), regia di Douglas Gerrard (1919)
- Luck in Pawn, regia di Walter Edwards (1919)
- Out of the Dust, regia di John P. McCarthy (1920)
- The Queen of Sheba, regia di J. Gordon Edwards (1921)
- Their Mutual Child, regia di George L. Cox (1920)
- The Top of New York, regia di William Desmond Taylor (1922)
- The New Teacher, regia di Joseph Franz (1922)
- Una donna impossibile (The Impossible Mrs. Bellew), regia di Sam Wood (1922)
- Il fabbro del villaggio (The Village Blacksmith), regia di John Ford (1923)
- Il giovane Rajah (The Young Rajah), regia di Philip Rosen (1922)
- An Old Sweetheart of Mine, regia di Harry Garson (1923)
- Mine to Keep, regia di Ben F. Wilson (1923)
- I dieci comandamenti (The Ten Commandments), regia di Cecil B. DeMille (1923)
- Stephen Steps Out, regia di Joseph Henabery (1923)
- Broken Laws, regia di Roy William Neill (1924)
- The Lover of Camille, regia di Harry Beaumont (1924)
- The Primrose Path, regia di Harry O. Hoyt (1925)
- April Fool, regia di Nat Ross (1926)
- Donna pagana (The Godless Girl), regia di Cecil B. DeMille (1929)
- I crociati (The Crusades), regia di Cecil B. DeMille (1935)
- Fermi o sparo! (Case of the Missing Man), regia di D. Ross Lederman (1935)